# Celada (Villaviciosa)

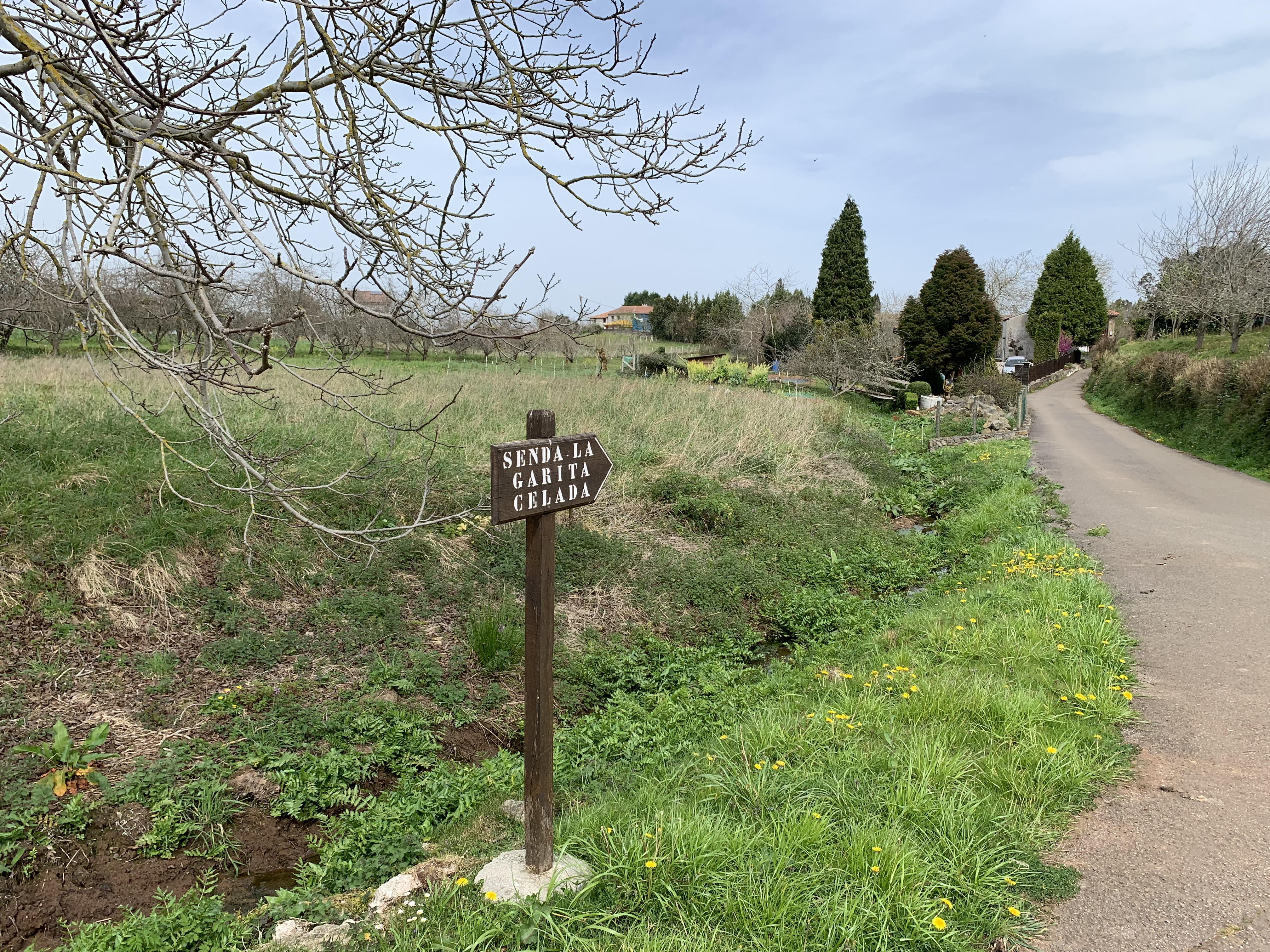
Señal de la senda La Garita Celada en Poreño.

Celada es una parroquia española del concejo de Villaviciosa, en Asturias. Cuenta con una población de 115 habitantes (INE, 2022).
Está situada a ocho kilómetros de la capital del concejo, Villaviciosa. Limita al norte con la parroquia de Amandi, al sur con la de Pandenes en el concejo de Cabranes, al este con Viñón también en Cabranes y con Lugás y por último al oeste con la parroquia de Valdebárzana.

## Localidades
La parroquia está formada por las siguientes poblaciones:
- Arcenoyu, casería
- Celada, aldea
- La Espina, aldea
- Poreño (Poreñu), aldea. Premio al Pueblo Ejemplar de Asturias 2017
- Rali, aldea
- Singla (Xingla), aldea
- La Tejera (La Teyera), casería

## Demografía
| Gráfica de evolución demográfica de Celada entre 2000 y 2022       |
|                                                                    |
| Población de derecho (2000-2022) según el padrón municipal del INE |

## Patrimonio
- Iglesia de Nuestra Señora del Rosario.[4]